# Споразум у Риги
Ришки мир, познатији и као Споразум у Риги, потписан је у Риги 18. марта 1921. године, између Пољске, Совјетске Русије (у име Совјетске Белорусије) и совјетске Украјине. Споразум је окончао рат између Пољске и Совјетског Савеза.
Совјетско-пољске границе успостављене уговором остале су на снази до Другог светског рата. Они су касније поново нацртани током конференције у Јалти и на конференцији у Потсдаму.

## Позадина
Први светски рат уклонио је бивше царске границе широм Европе. Године 1918. након што се руска револуција одрекла царских тврдњи за Пољску у Брест-Литовском споразуму и рат се завршио предајом Немачке, Пољска је успела да поново успостави своју независност после века страног владања.
Руски грађански рат је пружио прилику Пољској под вођством Јозефа Пилсудског да поврати делове царских територија бивше пољско-литванске заједнице која је била укључена у Руску Империју током поделе Пољске. У међувремену, многи у совјетском руководству желели су одговорити на потезе Пилсудског у Украјину користећи војну силу против Пољске, коју су Совјети видели као копнени мост за западну Европу и тако продужили револуцију на запад. Уследио је пољско-совјетски рат, који је кулминирао пољском победом у Варшавској бици (1920), која је обе стране учинила пријемчивим за окончање сукоба. Даљи војни застоји након пораза у близини Варшаве довели су до тога да Совјети желе да започну преговоре о мировном споразуму, а Пољаци под притиском Лиге народа, такође су били спремни да преговарају након што је пољска војска припојила већину спорних територија у рату, али је била близу исцрпљености.

## Преговори
Мировни преговори почели су 17. августа 1920. у Минску, али како се приближила пољска контра-офанзива, разговори су пребачени у Ригу и настављени 21. септембра. Совјети су предложили два решења, прво 21. септембра, а друго 28. септембра. Пољска делегација је 2. октобра поднела контра-понуду. Три дана касније, Совјети су понудили амандмане на пољску понуду, коју је Пољска прихватила. Примирје је потписано 12. октобра и ступило је на снагу 18. октобра 1920. Главни преговарачи били су Јан Доубски за Пољску и Адолф Јофе за Руску Совјетску Федеративну Социјалистичку Републику. Совјетска страна инсистирала је, успешно, на искључивању украјинских представника из комуниста из преговора.
Због њихових војних неуспеха, совјетска делегација понудила је Пољској значајне територијалне уступке у спорним граничним подручјима. Међутим, за многе посматраче, изгледало је да је пољска страна водила разговоре у Риги као да је Пољска изгубила рат. У пољској делегацији доминирали су чланови Националног демократског покрета, који су били политички противници Пилсудског. Националне демократе нису желеле да не-пољске мањине у поново рођеној пољској држави чине више од једне трећине укупног становништва и зато су биле спремне да прихвате пољско-совјетску границу која је била знатно западније од онога што се нуди од стране Совјетска страна, иако би то оставило на стотине хиљада људи који су били етнички пољски на совјетској страни границе.
Ова одлука је такође била мотивисана политичким циљевима. Основа јавне подршке националних демократа била је међу Пољацима у централној и западној Пољској. На истоку земље и на спорним граничним подручјима, подршка за Националне демократе била је увелико надмашена подршком за Пилсудског (и на селу ван градова, Пољаци су били надмашени од стране Украјинаца или Белоруса у овим областима). Дакле, граница која је била предалеко на истоку није била само против идеолошког циља националних демократа да се минимизира мањинско становништво у Пољској, већ би им је то био неповољан положај. Мњење уморно од рата у Пољској такође је подржавало крај преговора и обе стране су и даље биле под притиском Лиге народа да постигну договор.
Посебна парламентарна делегација која се састојала од шест чланова пољског Сејма (пољски Парламент) одржала је гласање о томе да ли ће прихватити далекосежне уступке Совјета, који би оставили Минск на пољској страни границе. Под притиском идеолога националног демократа, Станислава Грабског, 100 километара додатне територије је одбијено — победа националистичке доктрине и пораз Пилсудског федерализма.
Без обзира на то, мировни преговори су трајали месецима због совјетске неспремности да потпишу. Међутим, питање је постало хитније за совјетско руководство, јер се морало бавити повећаним унутрашњим немирима крајем 1920. године, што је довело до побуне Тамбова и касније побуне Кронштата против совјетских власти. Као резултат те ситуације, Лењин је наредио совјетским пуномоћницима да финализирају мировни споразум с Пољском. Ришки мир је потписан 18. марта 1921. године, раздвајајући спорне територије у Белорусији и Украјини између Пољске и РСФСР-а и завршавајући сукоб.

## Услови
Уговор се састојао од 26 члана. Пољска је требало да добије новчану накнаду (30 милиона рубаља у злату) за свој економски допринос у Руској Империји за време поделе Пољске. Према члану 14. Пољска је такође примала железничке материјале (локомотиве, возни парк, итд.) у вредности од 29 милиона златних рубаља. Русија је требало да преда уметничка дела и остала пољска национална блага стечена на пољским територијама након 1772. године (као што су Јагелонске таписерије и Залушка библиотека). Обе стране су се одрекле захтева за ратну компензацију. Чланом 3. је прописано да ће гранична питања између Пољске и Литваније бити решена од стране тих држава.
УГОВОР О МИРУ ИЗМЕЂУ ПОЉСКЕ, РУСИЈЕ И УКРАЈИНЕ
Рига, 18. март 1921
Члан 3. Русија и Украјина напуштају сва права и потраживања према територијама које се налазе западно од границе утврђене чланом 2 овог Уговора. Пољска, с друге стране, напушта Украјину и Белорусију, сва права и потраживања на територији која се налази источно од ове границе.
Члан 4. Свака од уговорних страна узајамно се обавезује да ће у сваком погледу поштовати политички суверенитет друге стране, да се уздржава од уплитања у њене унутрашње послове, а посебно да се уздржи од сваке агитације, пропаганде или било каквог уплитања, и да не охрабрује било који такав покрет.
Члан 6 је створио опције за држављанство за особе са обе стране нове границе. Члан 7 се састојао од узајамне гаранције да ће свим националностима бити дозвољено "слободан интелектуални развој, употреба њиховог националног језика и вршење њихове вере".

## После Споразума
Савезничке силе су у почетку нерадо признавале споразум, који је закључен без њиховог учешћа. Њихове послератне конференције подржале су линију Курзон као пољско-руску границу а територијални добици Пољске у споразуму лежали су око 250 км источно од те линије. Француска подршка је довела до њеног признања у марту 1923. године од стране Француске, Велике Британије, Италије и Јапана, а затим је уследила САД у априлу.
У Пољској, Ришки мир је наишао на критику од самог почетка. Неки су окарактерисали споразум као кратковидан и тврдили су да је много тога што је Пољска стекла током пољско-совјетског рата изгубљено током мировних преговора. Јозеф Пилсудски је учествовао у преговорима у Риги само као посматрач и назвао је настали уговор "актом кукавичлука". Пилсудски је сматрао да је споразум бесраман и кратковидан политички прорачун, с тим што је Пољска напустила своје украјинске савезнике. 15. маја 1921. извинио се украјинским војницима током своје посете логору за мешање у Калишу. Споразум је значајно допринео неуспеху његовог плана за стварање пољског Интермаријума федерације источноевропских земаља, пошто су делови територије предложене за федерацију уступљени Совјетима.
Лењин је такође сматрао да је уговор незадовољавајући, јер га је присилио да остави по страни своје планове за извоз совјетске револуције на Запад.
Покрети за независност Белорусије и Украјине сматрали су споразум као препреку. Четири милиона Украјинаца и преко милион Белоруса живело је у подручјима која су уступљена Пољској; по једној процени, само 15% становништва било је етнички пољски. Украјинска Народна Република на челу са Симоном Петљуром била је у савезу са Пољском у складу са Варшавским уговором, који је укинут Ришким миром. Нови уговор је прекршио пољски војни савез са Украјином, који је изричито забранио одвојени мир. Тиме је погоршан однос између Пољске и оних Украјинаца који су подржавали Петљуру. Ове присталице су сматрале да је Украјина издана од стране њеног пољског савезника, што је осећање које ће Организација украјинских националиста искористити и допринети растућим тензијама и евентуалним антипољским масакрима 1930-их и 1940-их. Крајем 1921. године, већина украјинских, белоруских и белих руских снага у Пољској, било је уништено од стране совјетских снага или је прешла границу у Пољску и положило оружје.
Према белоруском историчару Андреву Савченку, нова источна граница Пољске била је "војна неодржива и економски неодржива" и извор растућих етничких тензија, јер су мањине у Пољској биле превелике да би се игнорисале или асимилирале и биле сувише мале да би освојиле жељену аутономију.

## Последице Споразума
Док је Ришки мир довео до стабилизације совјетско-пољских односа у две деценије, сукоб је обновљен совјетском инвазијом на Пољску током Другог светског рата. Споразум је касније поништен након одлуке ратних савезничких снага да поново промене границе Пољске и пребаце становништво.
По мишљењу неких страних посматрача, укључивање значајног мањинског становништва у Пољску је довело до наизглед непремостивих изазова, јер су новоформиране организације, као што је ОУН, учествовале у акцијама терора и саботаже широм етнички мешовитих подручја како би запалиле сукоб у региону. Међутим, многе групе које представљају националне мањине поздравиле су повратак Пилсудског на власт 1926. године, пружајући му могућност да игра улогу у пољској влади.
Популације одвојене од Пољске новом пољско-совјетском границом доживеле су другачију судбину од својих суграђана. Етнички Пољаци који су напустили совјетске границе били су изложени дискриминацији и конфискацији имовине. Већина њих (најмање 111.000) погинула је по кратком поступку у операцији НКВД 1937/38, у геноцидима током Другог светског рата или су једноставно побегли из тих места.
Белоруси и Украјинци, који нису успели створити властите државе, били су субјекти истребљења у Совјетском Савезу, нпр. током Голодомора  и Велике чистке (од којих су жртве били и Пољаци). Белоруси и Украјинци који живе на пољској страни границе били су подвргнути полонизацији; што је допринело успон украјинских националистичких организација и усвајању терористичких тактика од стране украјинских екстремиста.
Совјетски Савез, који је био осујећен 1921. године, видео је да се његова сфера утицаја проширује као резултат Другог светског рата. Након успостављања контроле над Народном Републиком Пољском, пољско-совјетска граница је 1945. године померана према западу, да би се грубо поклопила са линијом Курзон. Ова промена била је праћена великим трансферима становништва који су довели до протеривања Пољака који су живели источно од нове границе, а такође је покренула већину украјинске мањине која је остала у Пољској на бившим немачким територијама које су уступљене Пољској као накнада. Уједињена белоруска и украјинска територија су у потпуности укључене у СССР.
Међутим, 1989. године, Пољска је повратила свој пуни суверенитет, а убрзо након тога, са падом Совјетског Савеза, Белорусија и Украјина су постале независне нације.